# Каплинці
Капли́нці — село в Україні, у Пирятинській міській громаді Лубенського районі Полтавської області. Населення становило 479 осіб (на 2001 рік). Колишній орган місцевого самоврядування — Каплинцівська сільська рада.

## Географія
Село Каплинці знаходиться на лівому березі річки Удай, вище за течією на відстані 1,5 км розташоване село Усівка, нижче за течією на відстані 3 км розташоване село Харківці, на протилежному березі — села Кейбалівка та Замостище. Річка в цьому місці звивиста, утворює лимани, стариці та заболочені озера.

## Історія
Станом на 1731 рік, село перебувало у складі Пирятинської сотні Лубенського полку, 75 дворів.
Станом на 1885 рік у колишньому державному та власницькому селі Харківецької волості Пирятинського повіту Полтавської губернії мешкало 1074 особи, налічувалось 215 дворових господарств, існували православна церква, школа, постоялий будинок, 12 вітряних млинів і 5 маслобійних заводів.
За переписом 1897 року кількість мешканців зросла до 1324 осіб (651 чоловічої статі та 673 — жіночої), з яких 1324 — православної віри.
12 червня 2020 року, відповідно до розпорядження Кабінету Міністрів України № 721-р «Про визначення адміністративних центрів та затвердження територій територіальних громад Полтавської області», село увійшло до складу Пирятинської міської громади.
19 липня 2020 року, в результаті адміністративно - територіальної реформи та ліквідації Питятинського району, село увійшло до складу новоутвореного Лубенського району.

## Населення
Згідно з Переписом населення УРСР 1989 року чисельність наявного населення села становила 631 особа, з яких 262 чоловіки та 369 жінок.
За переписом населення України 2001 року в селі мешкало 478 осіб.

### Мова
Розподіл населення за рідною мовою за даними перепису 2001 року:
| Мова       | Відсоток |
| ---------- | -------- |
| українська | 96,45 %  |
| російська  | 3,34 %   |
| інші       | 0,21 %   |

## Економіка
- ВАТ «Каплинцівське».

## Об'єкти соціальної сфери
- Школа І-ІІ ст.

## Історичні пам'ятки

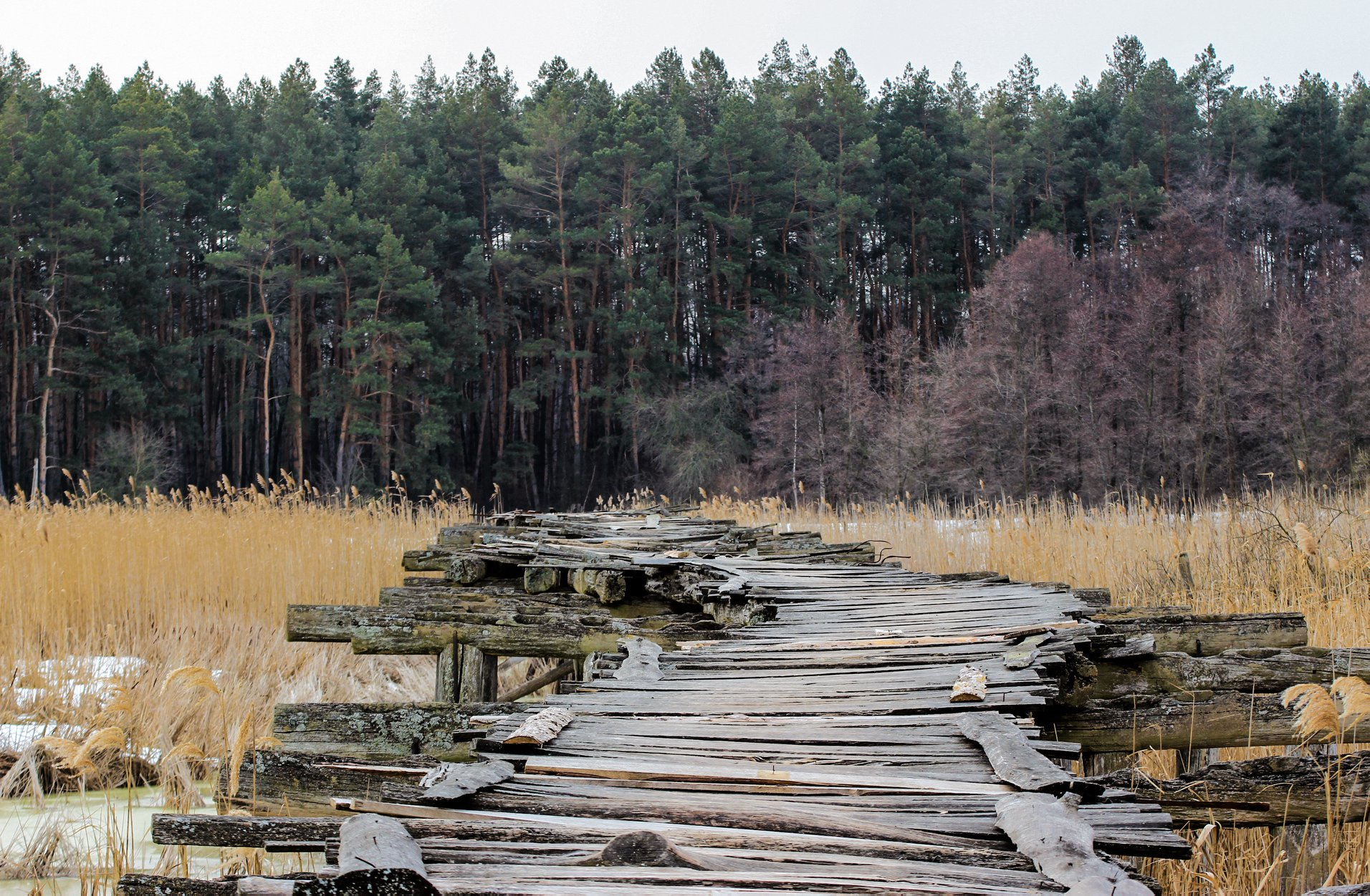
Дерев'яний міст у селі Каплинці

У селі знаходиться дерев'яний міст через річку Удай довжиною 240 і шириною 4 метри. Міст збудовано у 1933 році. Вважається найдовшим дерев'яним мостом України.
Міст був збудований як транспортний, але за багато років поступово занепав і станом на 2023 рік використовувався лише пішоходами. Влітку 2024 року силами місцевих мешканців міст було частково відремонтовано.

## Постаті
- Шахрай Іван Сергійович (1876 - ?) — один із засновників українського громадського життя у Харбіні
- Шахрай Юрій Іванович (1897 - ?) — український громадський діяч у Харбіні
- Щербак Оксана Андріївна (* 1982) — українська спортсменка-спринтерка, яка спеціалізується в бігу на 400 метрів, майстер спорту України міжнародного класу з легкої атлетики.